# Bohdan Pomahač

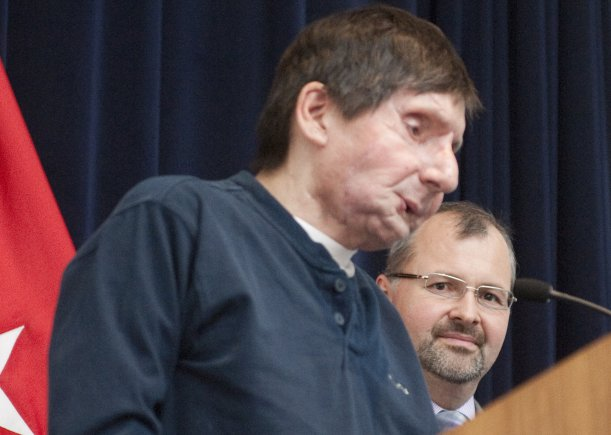
Jim Maki, jeden z pacientů Bohdana Pomahače (v pozadí)

Bohdan Pomahač (* 8. března 1971 v Ostravě) je český plastický chirurg, který vedl tým provádějící první úplnou transplantaci obličeje ve Spojených státech amerických, která byla zároveň celosvětově teprve třetí.
Narodil se v rodině chemického inženýra a učitelky. Své dětství strávil v Ostravě v Československu v třípokojovém bytě, ale víkendy trávila rodina v Morávce v Moravskoslezských Beskydech. Jako mladík byl nadšeným a poměrně úspěšným šachistou.
Po ukončení střední školy na Wichterlově gymnáziu šel studovat Lékařskou fakultu Palackého univerzity v Olomouci. Už během studia byl na stáži v Bostonu v Massachusetts, kam se také hned po absolvování univerzity vydal do nemocnice Brigham and Women's Hospital, kde absolvoval postgraduální studium a nastoupil na pozici lékaře. Roku 2017 byl jmenován profesorem chirurgie na Lékařské fakultě Harvardovy univerzity. Od roku 2021 pracuje na pozici vedoucího oddělení transplantační plastické chirurgie v Yale New Haven Hospital v Connecticutu. Věnuje se rovněž výzkumu uchování tkání.
V roce 2012 mu Česká transplantační nadace udělila cenu za rozvoj transplantační medicíny. V roce 2014 převzal od Nadačního fondu Neuron na podporu vědy Cena Neuron za přínos světové vědě v oboru medicína. Dne 28. října 2015 ho prezident Miloš Zeman vyznamenal medailí Za zásluhy.